# 표트르 2세
표트르 2세(러시아어: Пётр II, 1715년 10월 23일 ~ 1730년 1월 29일)는 러시아 제국의 황제(재위 1727년 - 1730년)로, 로마노프 왕조의 3번째 군주다. 본명은 표트르 알렉세예비치 로마노프(러시아어: Пётр Алексеевич)다. 표트르 1세의 손자다.

## 생애
1715년 상트페테르부르크에서 알렉세이 페트로비치 황태자와 샤를로테 크리스티네 폰 브라운슈바이크볼펜뷔텔 공녀 사이에 태어났다. 어릴 때, 아버지가 할아버지 표트르 1세에게 맞서다 고문으로 죽었기 때문에 할아버지를 깊이 원망하고 미워하였는데, 이러한 감정은 그의 통치 과정에서도 잘 드러난다. 1727년, 계조모인 예카테리나 1세의 뒤를 이어 12세의 어린 나이로 황위를 이었다. 통치 초기에 황실의 실권은 자신의 딸을 황제에게 시집 보낸 장인인 멘쉬코프에게 있었다. 그러나 멘쉬코프가 몰락한 후 표트르 2세는 대귀족층의 큰 영향 아래 있게 되었고, 자신의 조모인 예브도키야 로푸히나와 그녀의 근친들을 귀양가 있던 정교회 수녀원에서 불러들였다.
자신을 할아버지 표트르 1세의 개혁에 대한 반대자라고 선언한 그는, 표트르 1세의 개혁을 취소하는 일련의 조치를 취했다. 돌고루코프 공후의 세력 아래 있으면서 예카테리나 돌고루코바와 결혼을 준비했다. 그러나 대관식과 결혼식 준비가 한창일 때 천연두에 걸려 서거했다. 그의 죽음과 함께 로마노프 왕조는 대가 끊기게 되었다.
| 전임 예카테리나 1세 (재위 1725 - 1727) | 러시아의 군주 1727년 5월 18일 - 1730년 1월 29일 | 후임 안나 이바노브나 (재위 1730 - 1740) |